# Karol Antoni Marconi

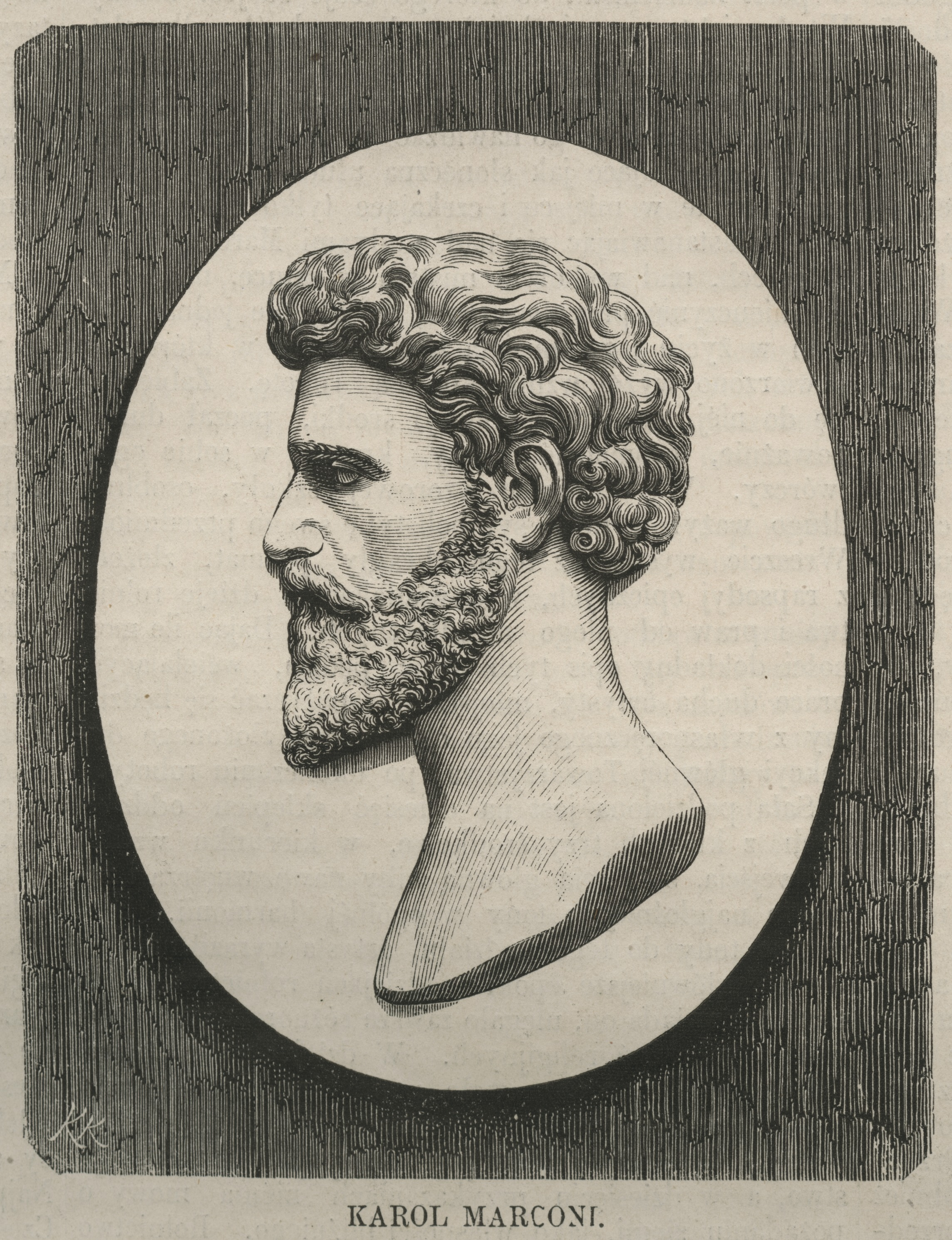
Bildnis von Karol Antoni Marconi, im Jahr 1865 in dem Wochenblatt Tygodnik Illustrowany veröffentlicht

Karol Antoni Marconi (* 18. November 1826 in Warschau; † 25. Oktober 1864 in Florenz) war ein polnischer Maler.

## Leben
Marconi war ein Sohn von Enrico Marconi und dessen Ehefrau Małgorzata (1807–1884). Seine Brüder waren Leandro und Władysław Marconi. Sein Großvater war der italienische Maler und Architekt Leandro Marconi. Marconi war mit Emilia Gawęcka (1834–1902) verheiratet.
Nach Erlangung des Abiturs an einem Warschauer Gymnasium studierte Marconi in Italien den Freskenmaler Marcantonio Chiarini; seine ersten Werke waren dann Wandmalereien im Wilanów-Palast. Im Jahre 1844 ging er für weitere Studien erneut nach Italien, wo er sich dem Zeichnen und der Wandmalerei im monumentalen Stil widmete. Während seiner zahlreichen Reisen erkrankt er chronisch, was ihn später zu Kuraufenthalten zwang.
Im Jahr 1850 kehrte er nach Warschau zurück und übernahm Arbeiten im heute nicht mehr bestehenden Marconi-Palast sowie in der Halle des Instituts für Blinde und Gehörlose am Plac Trzech Krzyży. Es folgten Auftragsarbeiten im Kronenberg-Palast sowie im Hotel Europejski. Sein wichtigstes Werk war die Ausgestaltung des Sitzungssaales der Landeskreditgesellschaft des Königreichs Polen (Polnisch: Towarzystwo Kredytowe Ziemskie w Królestwie Polskim), heute Sitz des Ethnografischen Museums.
Zunehmend litt Marconi nun unter Tuberkuloseanfällen, die seine – häufig in Rückenlage ausgeführte – Arbeit erschwerten. Dennoch schmückte er die St. Anna-Pfarrkirche in Wilanów (Polnisch: Kościół św. Anny) sowie die Kirche zur Unbefleckten Empfängnis (Polnisch: Kościół Niepokalanego Poczęcia) in Grzybów mit Wandmalereien. Auch entstanden zwei Bilder für die Grabkapelle der Karmeliter-Kirche (Polnisch: Kościół Wniebowzięcia Najświętszej Maryi Panny i św. Józefa Oblubieńca) in Warschau.
Marconi starb im Alter von 37 Jahren auf einer Reise nach Florenz an den Folgen der Tuberkulose. Neben seinen vollendeten Werken hinterließ er viele Skizzen, darunter vor allem Kohlezeichnungen.